# Maddy Cusack
Madeleine Cusack, detta Maddie (Nottingham, 28 ottobre 1995 – Horsley, 20 settembre 2023), è stata una calciatrice inglese, di ruolo centrocampista.

## Biografia
Nata a Nottingham, cominciò la carriera calcistica nella squadra locale, per poi trasferirsi all'Aston Villa, dove fece il suo debutto da professionista. Nel 2017 si trasferì al Birmingham City, club in cui rimane un solo anno prima di essere ceduta al Leicester City. Nel 2019 firmò un contratto con lo Sheffield United.

### Morte
Cusack si tolse la vita il 20 settembre 2023, a soli 27 anni. Al momento della sua morte era la giocatrice con più presenze della sua squadra. 
Il 24 settembre è stato osservato un minuto di silenzio prima della partita tra Sheffield United e Nottingham Forest.